# Cladonia bahiana
Cladonia bahiana är en lavart som beskrevs av Ahti. Cladonia bahiana ingår i släktet Cladonia och familjen Cladoniaceae.   Inga underarter finns listade i Catalogue of Life.